# Marí
Marí är en ort i Cypern.   Den ligger i distriktet Eparchía Lárnakas, i den sydöstra delen av landet, 50 km söder om huvudstaden Nicosia. Marí ligger 82 meter över havet och antalet invånare är 185. Den ligger på ön Cypern.
Terrängen runt Marí är platt åt sydost, men åt nordväst är den kuperad. Havet är nära Marí söderut.  Närmaste större samhälle är Germasógeia, 19,7 km väster om Marí. 